# Římskokatolická farnost Horní Štěpanice
Římskokatolická farnost Horní Štěpanice je územním společenstvím římských katolíků v rámci jilemnického vikariátu královéhradecké diecéze.

## O farnosti

### Historie
Horní Štěpanice vznikly v rámci kolonizace Podkrkonoší počátkem 14. století. Farní kostel Nejsvětější Trojice původně z počátku 14. století je v současné podobě empírovou stavbou z 19. století. Zajímavostí je, že v letech 1975–2000 byl místním duchovním správcem R.D. Emil Erlebach, který byl přímo rodákem z této farnosti (konkrétně z Benecka, v církevní praxi se kněz stává duchovním správcem farnosti ze které pochází jen velmi zřídka, obvykle celé své kněžské působení prožije mimo své rodiště).

### Duchovní správci
- 1940–1945 R.D. Arnold Jokel (30. 10. 1914 – 1. 3. 1993) (interkalární administrátor)
- 1945–1946 R.D. Imrich Gallovič (13. 9. 1913 – 15. 5. 1985) (interkalární administrátor)
- 1946–1954 R.D. Mons. Karel Exner (interkalární administrátor)
- 1954–1975 R.D. František Hanuš (17. 4. 1920 – 1 . 2. 1975) (interkalární administrátor)[1]
- 1975–2000 R.D. Emil Erlebach (4. 4. 1923 – 10. 3. 2000) (farář)
- 2000–2003 R.D. ThMgr. Dariusz Mogielnicki, MSF (administrátor)
- 2003–2018 R.D. ThMgr. Joachim Fąs, MSF (administrátor)
- 2018–současnost R.D. Mgr. Władysław Marczyński, MSF (administrátor)

### Současnost
Farnost má sídelního duchovního správce, který je zároveň administrátorem ex currendo ve farnostech Křížlice a Vítkovice v Krkonoších.
| Fotografie | Kostel                     | Místo           | Bohoslužba                   | Bohoslužba                     | Poznámka        |
| ---------- | -------------------------- | --------------- | ---------------------------- | ------------------------------ | --------------- |
|            | Kaple sv. Huberta          | Benecko         | čtvrtek                      | 18.00 (pouze v květnu)         | kaple           |
|            | Kaple sv. Jana Nepomuckého | Dolní Štěpanice | 1x ročně (poutní), jinak ne. | 1x ročně (poutní), jinak ne.   | kaple           |
|            | Kostel Nejsvětější Trojice | Horní Štěpanice | neděle čtvrtek pátek         | 9.00 18.00 (mimo květen) 18.00 | farní kostel    |
|            | Kostel sv. Vilibalda       | Mrklov          | 1x ročně (poutní), jinak ne. | 1x ročně (poutní), jinak ne.   | filiální kostel |